# Clarence Seignoret
Sir Clarence Henry Augustus Seignoret (ur. 25 lutego 1919 w Roseau, zm. 5 maja 2002 tamże) – dominicki polityk i urzędnik, prezydent Dominiki od 23 maja 1983 do 24 października 1993.
Kształcił się w rodzinnym Roseau, a następnie na Saint Lucia. Od 1936 pracował w służbie cywilnej kraju, szczególnie w zakresie komunalnym, zdrowotnym i bezpieczeństwa. Od 1956 był asystentem sekretarza stanu ds. społecznych. Od 1958 do 1960 przechodził kurs służby publicznej na Uniwersytecie Oksfordzkim. Pracował następnie do 1966 jako pierwszy sekretarz w ministerstwie handlu i przemysłu, następnie jako sekretarz gabinetu.
W maju 1983 wybrany przez Zgromadzenie Narodowe na prezydenta po rezygnacji Aureliusa Marie; zaprzysiężono go w październiku. W 1988 uzyskał reelekcję, a w 1993 zastąpił go Crispin Sorhaindo. Zmarł w 2002.
Od 1950 żonaty z Judith, miał dwóch synów.
Oficer Orderu Imperium Brytyjskiego (1966). Rycerz Wielkiego Krzyża Orderu Łaźni (1985), od 1985 szlachcic. Od 1992 należał do Zakonu Maltańskiego.